# Steinbrückenbach (Lieser)
Der Steinbrückenbach ist ein rechter Nebenfluss der Lieser in Kärnten, Österreich.

## Verlauf
Der Steinbrückenbach wird im Quellgebiet auch Reinitzbach genannt. Er entspringt im Hartriegelsee, einem kleinen Karsee südlich der Hohen Leier (2774 m) in der Reißeckgruppe in etwa 2160 Meter Seehöhe. Von dort fließt er durch den Hintereggengraben in südöstlicher Richtung vorbei an der Kohlmaierhütte. Bei Hintereggen wendet er sich nach Osten und mündet gegenüber vom Kraser Berg, etwa zwei Kilometer nördlich von Lieseregg in die Lieser.
Das Einzugsgebiet des Steinbrückenbachs liegt in drei Gemeinden. Das Quellgebiet gehört zur Gemeinde Lendorf, später bildet der Bach kurz die Grenze zur Gemeinde Trebesing. Im Unterlauf trennt er dann die Gemeinden Seeboden am Millstätter See und Trebesing.

## Nebenbäche
Das Einzugsgebiet des Steinbrückenbachs hat eine Fläche von 27,6 Quadratkilometern. Die größten Nebenbäche sind:
| Name            | Mündungsseite | Mündungsort | Einzugsgebiet in km² |
| --------------- | ------------- | ----------- | -------------------- |
| Reinitzbach     | Quellbach     |             | 13,2                 |
| Schwindnitzbach | links         |             | 04,9                 |
| Flinitzbach     | links         | Zelsach     | 02,1                 |

## Orte
Im unteren Tal des Steinbrückenbachs liegen die Orte Hintereggen, Zelsach und Altersberg, die beiden letzteren sonnseitig über dem Bach.

## Verkehr
Die Tauern Autobahn A10 überspannt den Steinbrückenbach mit einer 600 m langen Brücke.